# Hauch Antal
Hauch Antal (Koss - feltehetően Kós -, Galícia, 1823. június 8. – Budapest, 1903. június 3.) kohómérnök, akadémiai tanár, szakíró és feltaláló.

## Életpályája
Tanulmányait a lembergi egyetemen, majd a selmecbányai akadémián (1844–1847) végezte el. 1847–1851 között állami szolgálatba lépett a kincstári bánya- és kohóműveknél. 1851–1856 között mint tanársegéd, majd mint helyettes tanár dolgozott a selmecbányai akadémián. 1856–1858 között a maluzsinai kohóműnél dolgozott. 1858–1870 között a szomolnoki kohóműnél szolgált. 1870–1884 között Zalatnán volt a vegyelemző hivatal főnöke. 1884-ben bányatanácsosi rangot kapott; ekkor nyugdíjba vonult.

### Munkássága
Tanulmányútjai során járt Németországban, Angliában, Belgiumban, Franciaországban. Több, korában fontos fémkohászati eljárás feltalálása fűződik hozzá. A felső-olaszországi Aranzában a réz- és ezüsttartalmú fakóércek egyidejű értékesítésére kohóművet tervezett és épített. Zalatnán az ércek arany-, ezüst- és réztartalmának kivonására a melléktermékeket is hasznosító gazdaságos eljárást talált fel, melyre egész Európára kiterjedő szabadalmat szerzett. Az erdélyi tellurércek tellurfém-tartalmának nagyban való előállítására is új eljárást dolgozott ki.

## Művei
- Analytische Chemie 1–4. (Wozdnyakovszky József adta ki, Selmecbánya, 1855)
- Schmöllmitzer Hüttenprocesse… (1860)
- A kohászathoz szükséges segédanyagok előjöveteléről és minőségéről (1869)
- Észrevételek a baláni rézműről…, A felsőmagyarországi és erdélyi sárgaérc értékesítéséről (1876)